# Birgit Peters
Birgit Peters (* 1978 in Krefeld) ist eine deutsche Rechtswissenschaftlerin.

## Leben
Von 1997 bis 2003 studierte sie an den Universitäten Berlin und Trier (2003 erstes juristisches Staatsexamen in Berlin). Von 2003 bis 2004 erwarb sie den Master of Laws mit dem Schwerpunkt Völkerrecht am King’s College London. Nach der Promotion 2008 zum Dr. iur. an der Humboldt-Universität zu Berlin, dem Referendariat (2006–2009) am Hanseatischen Oberlandesgericht der Freien und Hansestadt Hamburg und der Habilitation 2019 an der Universität Speyer bei Karl-Peter Sommermann und Jan Ziekow ist sie seit Oktober 2020 Inhaberin der Professur für Öffentliches Recht, insbesondere Völkerrecht und Europarecht an der Universität Trier.

## Schriften (Auswahl)
- Developments in customary international law. Theory and the practice of the International Court of Justice and the International ad hoc Criminal Tribunals for Rwanda and Yugoslavia. Leiden 2010, ISBN 90-04-17772-8.
- mit Johan Karlsson Schaffer: The Turn to Authority Beyond States. doi:10.2139/ssrn.2363479
- mit Andreas Føllesdal und Geir Ulfstein (Hg.): Constituting Europe. The European Court of Human Rights in a national, European and global context. Cambridge 2013, ISBN 1-107-02444-7.
- Legitimation durch Öffentlichkeitsbeteiligung? Die Öffentlichkeitsbeteiligung am Verwaltungsverfahren unter dem Einfluss internationalen und europäischen Rechts. Tübingen 2020, ISBN 3-16-159160-7.